# Herrschaft Badingen und Himmelpfort

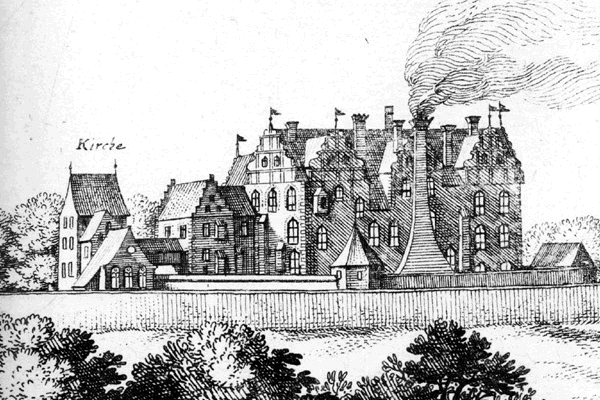
Schloss Badingen (um 1650), Sitz der Herren von Badingen und Himmelpfort

Ruine der Klosterkirche Himmelpfort mit der Pfarrkirche im Ostteil (1858)

Die Herrschaft Badingen, ab 1551 meist Herrschaft Badingen und Himmelpfort genannt, war eine Adelsherrschaft, deren Gebiet heute mit einer kleinen Ausnahme im nördlichen Teil von Brandenburg liegt. 1727 fiel die Herrschaft an den brandenburgischen Kurfürsten und wurde in ein kurfürstlich-brandenburgisches Amt (Amt Badingen) umgewandelt. Die Adelsherrschaft bzw. das spätere Amt Badingen bestand im Wesentlichen aus zwei nicht zusammen hängenden Gebieten, den früheren Besitzungen des Bischofs von Brandenburg um Badingen herum und aus den Besitzungen des ehemaligen Klosters Himmelpfort. Die zugehörigen Orte gehören heute zu den Städten Fürstenberg/Havel und Zehdenick im Landkreis Oberhavel, und zu den Städten Lychen und Templin im Landkreis Uckermark. Streubesitz liegt auch noch in anderen Gemeinden. 1815 wurde das Amt Badingen mit dem Amt Zehdenick vereinigt und aufgelöst.

## Geschichte

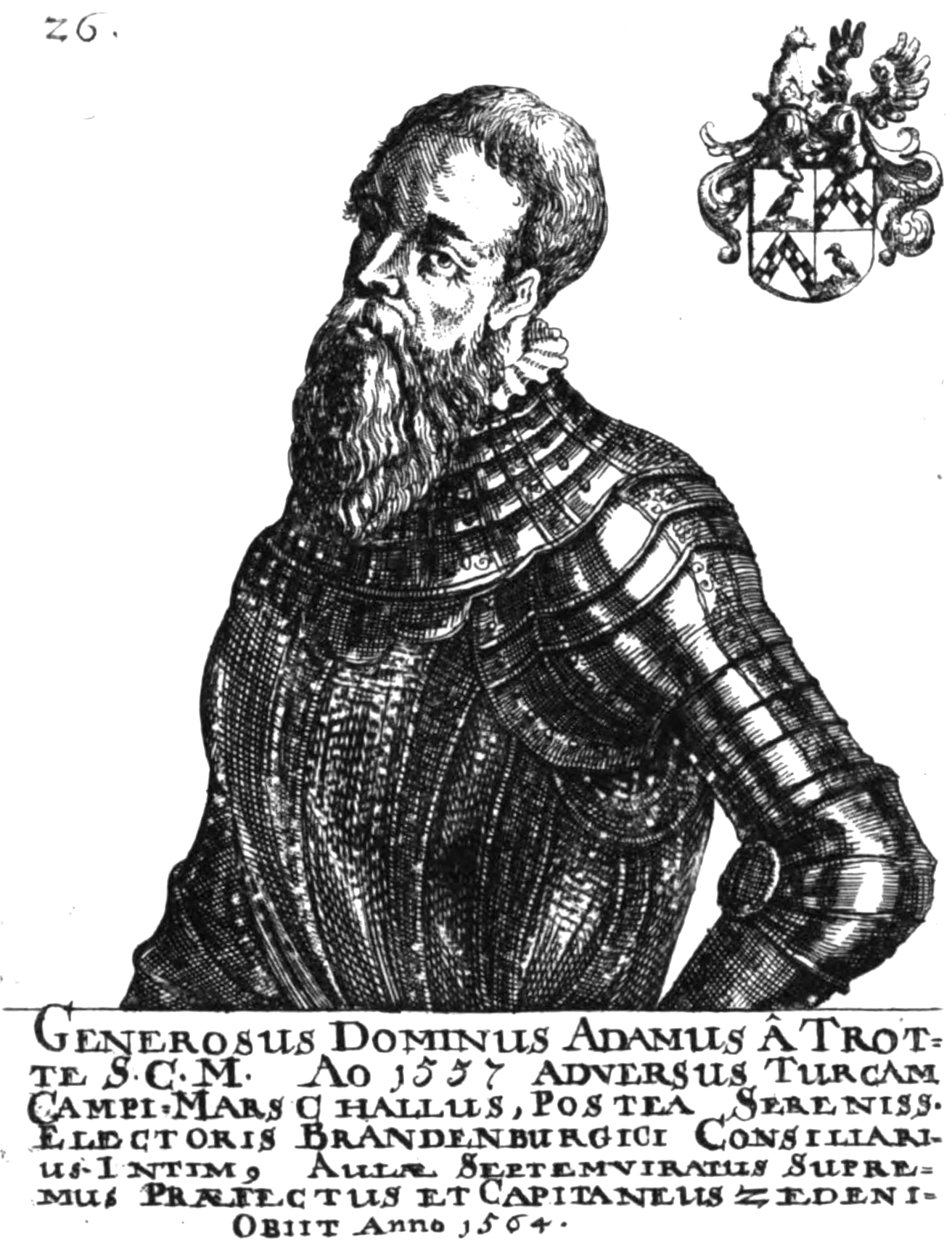
Adam von Trott führte die Besitzungen um Badingen und Himmelpfort zusammen

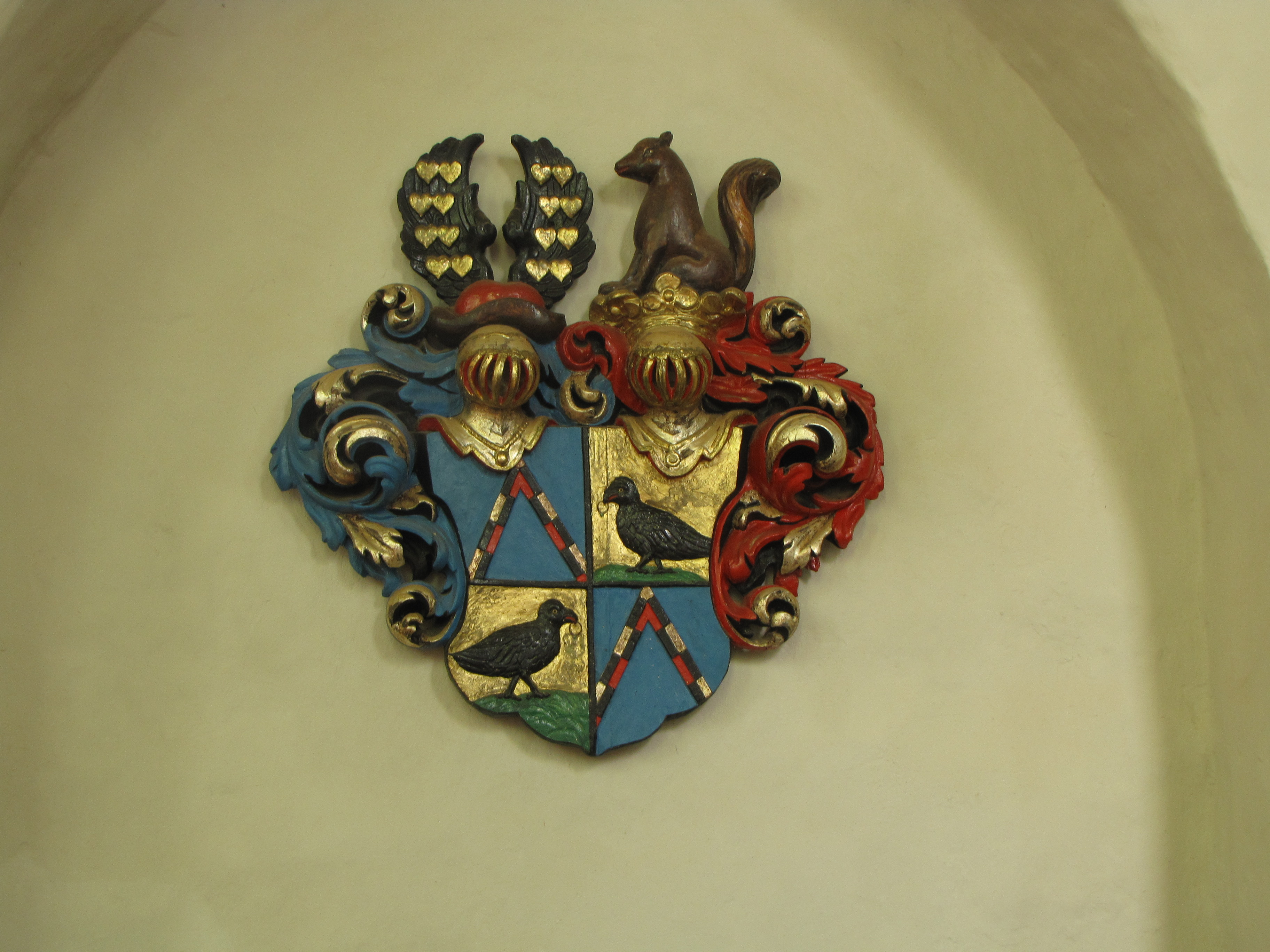
Wappen der Trott zu Solz in der Klosterkirche

Das Gebiet der Herrschaft Badingen (ohne das Gebiet des Klosters Himmelpfort) gehörte im Mittelalter zum Land Löwenberg (auch Ländchen Löwenberg), das bis 1270 im Besitz des Markgrafen von Brandenburg war. In einem Vorvertrag von 1267, endgültig 1270, wurde es mit dem Bischof von Brandenburg gegen Stadt und Land Königsberg in der Neumark getauscht. 1459 wird Badingen als oppidulum (Städtchen) bezeichnet und war neben Löwenberg der zweite Hauptort des Ländchens Löwenberg. Seit 1460 war die kleine Herrschaft an die Familie v. Badingen verliehen, 1475 kam sie an die v. Bredow. 1536 wurde die Herrschaft Badingen vom Kurfürsten Joachim II. von Brandenburg mit Zustimmung des Oberlehensherr, Bischof Matthias von Brandenburg von den Bredows erworben. Bereits 1537 verlieh der Kurfürst die Herrschaft Badingen an Adam von Trott, der den Familienzweig derer von Trott zu Solz in der Mark Brandenburg begründete. 1541 wurde das Kloster Himmelpfort säkularisiert und aufgelöst. Zwischen 1541 und 1551 hatten die v. Arnim auf Boitzenburg den Himmelpfort'schen Klosterbesitz verwaltungsweise oder pfandweise inne.

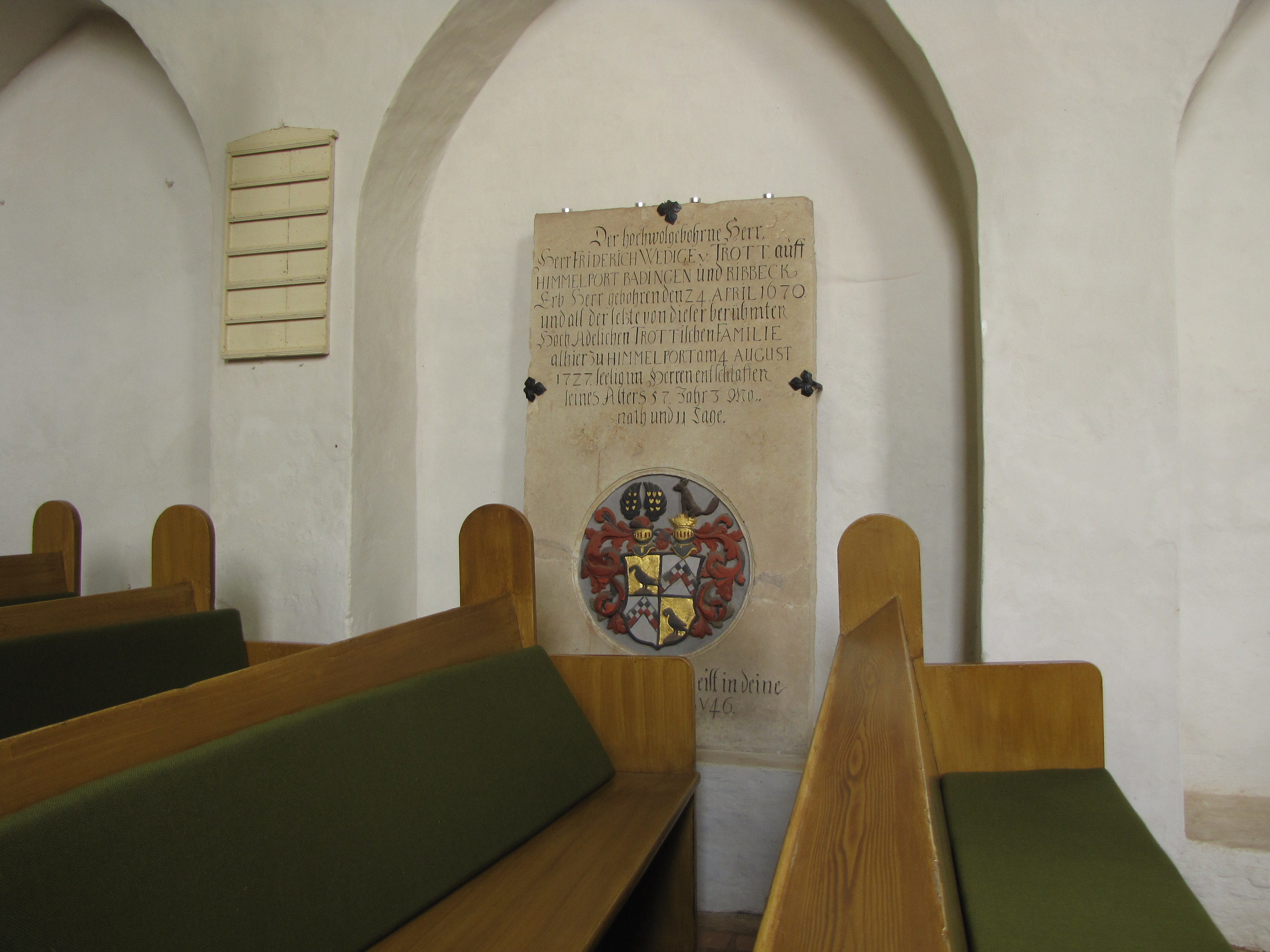
Epitaph des Friedrich Wedige von Trott in der Klosterkirche Himmelpfort

1551 erhielt Adam von Trott auch die Ländereien und Rechte des ehemaligen Klosters Himmelpfort zunächst in seiner Funktion als Amtmann des Kurfürsten, 1557 dann erblich. 1598 wurde das Bistum Brandenburg säkularisiert und die Herrschaft Badingen wurde auch formal ein landesherrliches Lehen. Am 4. August 1727 starb Friedrich Wedige von Trott, und mit ihm starb der brandenburgische Zweig derer von Trott zu Solz in der männlichen Linie aus. Die Herrschaft Badingen und Himmelpfort wurde vom Kurfürsten als erledigtes Lehen eingezogen. Die Herrschaft wurde in ein königliches Domänenamt umgewandelt. In der Zeit des Amtes erfolgte die Wiederbesiedelung zahlreicher älterer, wüster Siedlungsplätze und die Anlage von neuen „Kolonien“. 1815 wurde das Amt Badingen aufgelöst und dessen Rechte und Einkünfte zum Amt Zehdenick geschlagen.

## Bestandteile der Herrschaft
Die Herrschaft Badingen und Himmelpfort bzw. das spätere Amt Badingen bestand aus zwei nicht zusammenhängenden Gebieten, die aus der kleinen Adelsherrschaft Badingen, vormals Besitz des Bischofs von Brandenburg, und dem säkularisierten Besitz des Klosters Himmelpfort hervorgegangen waren. Ein kleineres Gebiet gehörte ursprünglich zum Kloster Zehdenick und wurde formal dem säkularisierten Besitz des ehemaligen Klosters Himmelpfort zugelegt. Ein Dorf war von den v. Trott einer anderen Adelsfamilie abgekauft worden.

### Der Besitz um Badingen
Der 1270 gegen die Stadt Königsberg in der Neumark, heute Chojna eingetauschte Besitz um Badingen bestand aus vier Dörfern, von den das Dorf Osterne im Laufe des Spätmittelalters wüst fiel und erst um 1600 als Vorwerk wiederbesiedelt wurde. Keilförmig in dieses Gebiet hinein reichte das Dorf Ribbeck (zwischen Zabelsdorf und Mildenberg), das in Adelsbesitz war. Es konnte 1572 von den v. Trott erworben werden.

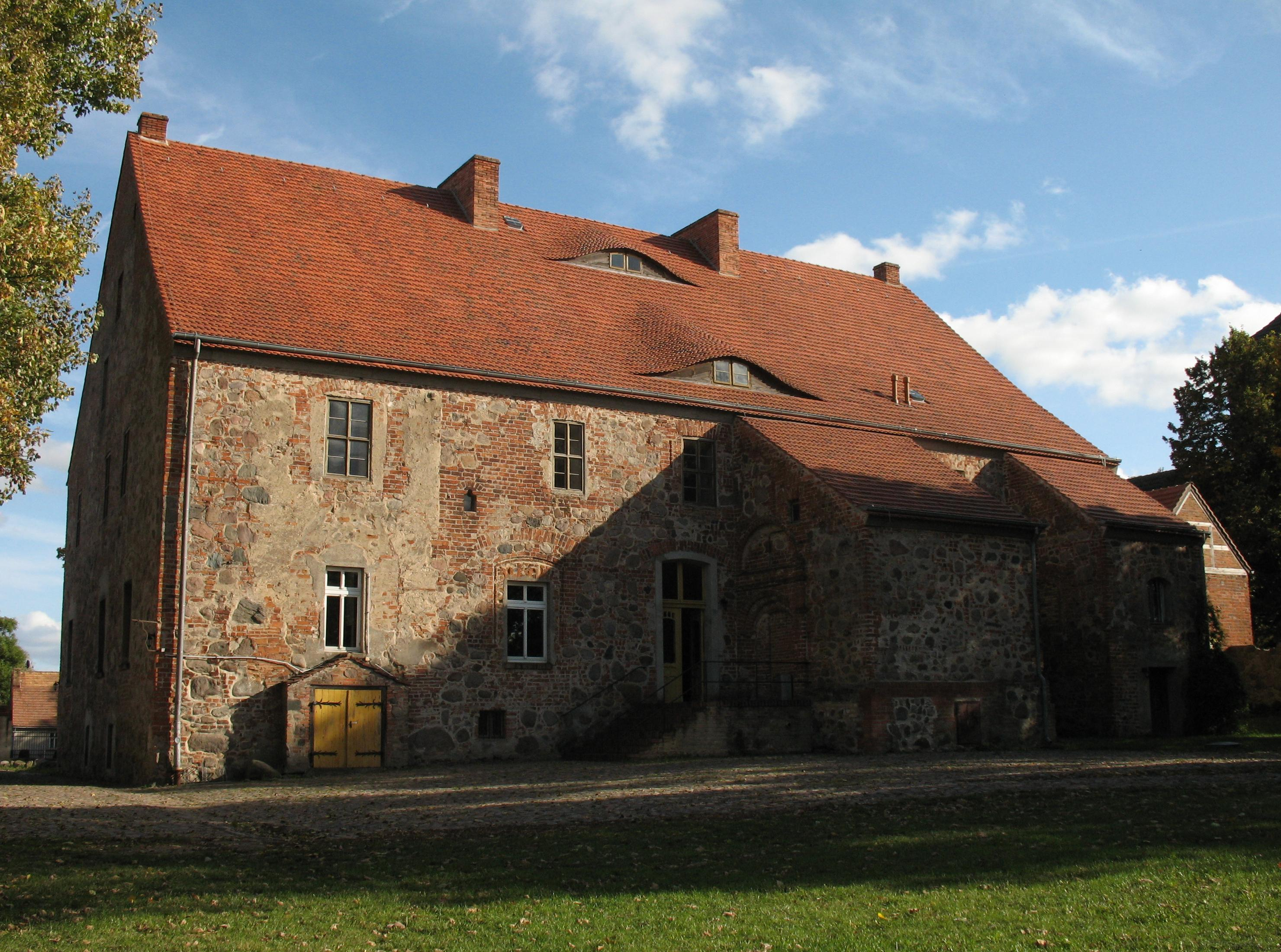
Schloss Badingen

- Badingen, heute Ortsteil von Zehdenick.
- Mildenberg, heute Ortsteil von Zehdenick
- Osterne, heute Wohnplatz auf der Gemarkung Badingen
- Ribbeck. Das Dorf gehörte schon vor 1525 überwiegend den v. Barsdorff zu Wulkow (Abgaben der Bauern, Jurisdiktion und Patronat). Die Rechte über zwei Zweihufenhöfe konnte Adam v. Trott nach 1539 von den v. Beren auf Blumenow erwerben. 1572 verkauften die v. Barsdorff alle ihre Rechte an die Familie v. Trott. Der Kaufvertrag scheint allerdings erst 1579/80 realisiert worden zu sein. Das Dorf wurde danach zur Herrschaft Badingen und Himmelpfort gerechnet. Der Ort ist heute ein Ortsteil von Zehdenick.
- Zabelsdorf, heute ein Ortsteil von Zehdenick

Dieses kleine Gebiet wurde und wird traditionell zum erweiterten Ländchen Löwenberg gerechnet.

### Der Besitz des ehemaligen Klosters Himmelpfort

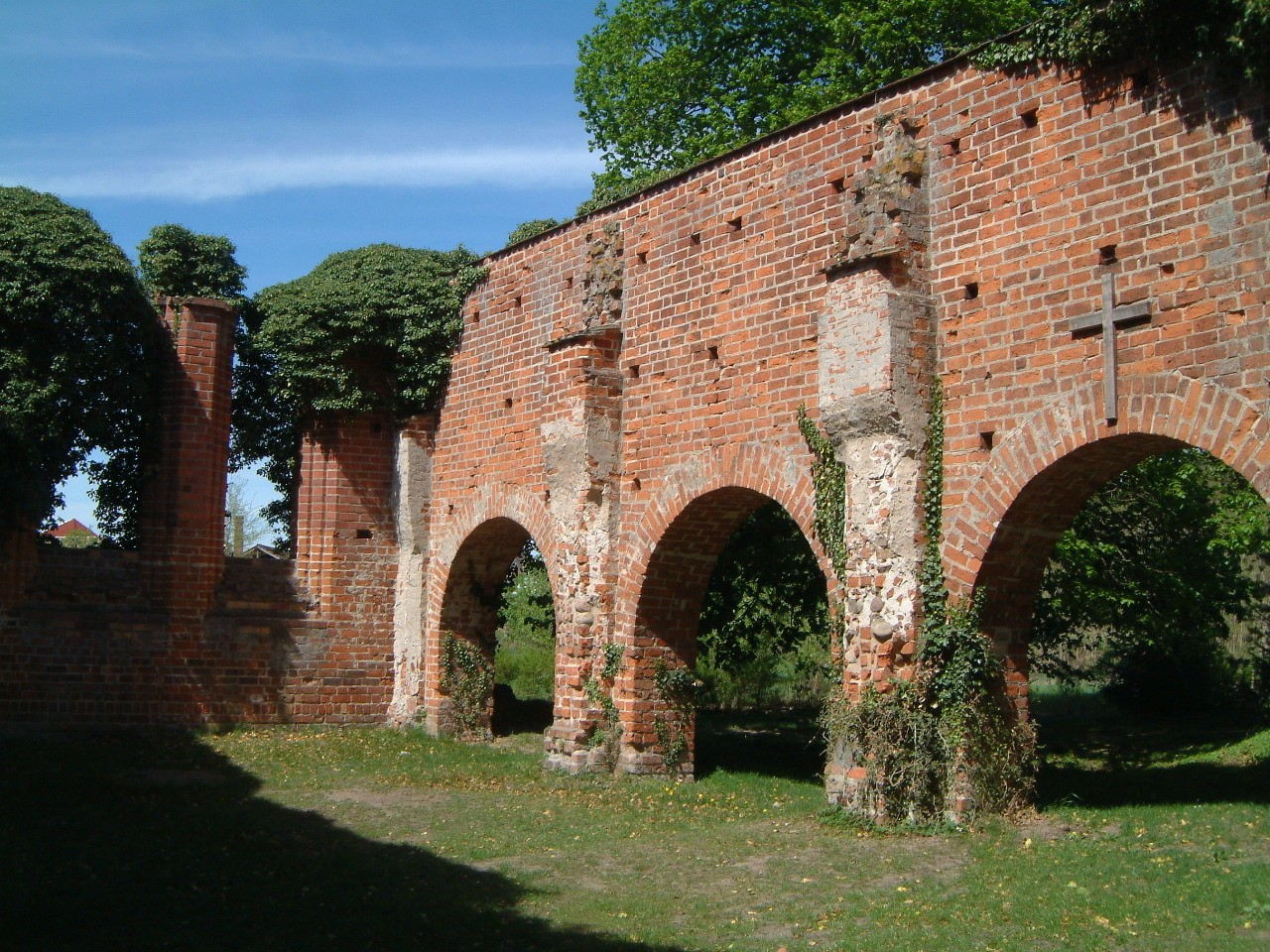
Ruine des Mittelschiffs der Klosterkirche Himmelpfort

Das Kloster Himmelpfort wurde 1299 vom Markgrafen Albrecht dem III. gestiftet und als drittes Tochterkloster von Mönchen des Klosters Lehnin besetzt und aufgebaut. Sechs Dörfer, 100 Hufen in verschiedenen Dörfern, zehn Mühlen und 39 Seen gehörten zur relativ großzügigen Erstausstattung des Klosters. Im Laufe der Zeit kamen noch eine ganze Reihe weiterer Dörfer an das Kloster.
Der Besitz des Klosters Himmelpfort bestand neben dem Kloster selber und den Dörfern aus größeren Wald- und Heidegebieten (unter anderem die Himmelpforter Heide), die (auch) durch das Wüstwerden zahlreicher mittelalterlicher Dörfer entstanden waren. Vor allem im Laufe des 18. Jahrhunderts wurden eine ganze Reihe neuer Vorwerke und „Kolonien“ in den Wald- und Heidegebieten auf den wüsten Feldmarken der alten Dörfer angelegt. Das Kloster Himmelpfort wurde 1541 säkularisiert, war von 1541 bis 1551 im Pfandbesitz bzw. unter der Verwaltung der v. Arnim auf Boitzenburg. 1551 erhielt Adam von Trott die Ländereien und Rechte des ehemaligen Klosters Himmelpfort zunächst in seiner Funktion als Amtmann des Kurfürsten, 1557 dann erblich.
- Altthymen. Das Dorf gehörte zur Erstausstattung des Klosters Himmelpfort.
- Bredereiche. Das Dorf wurde 1307 von Redekin v. Redern zum Bau des Klosters Himmelpfort verkauft. 1337 kam auch die Mühle zu Bredereiche in Klosterbesitz. Bredereiche blieb mehr oder weniger kontinuierlich besiedelt und ist heute ein Ortsteil der Stadt Fürstenberg/Havel.
- Brüsenwalde. Das Dorf gehörte zur Erstausstattung des Klosters. Brüsenwalde ist heute ein Wohnplatz der Gemeinde Boitzenburger Land.
- Flatow (Mecklenburg-Vorpommern). Eine unbestimmte Anzahl an Hufen gehörten bereits zur Erstausstattung des Klosters. 1438 wurde das ganze Dorf erworben: es gehörte noch 1754 zum Klosterbesitz
- Garlin. Das mittelalterliche Dorf wurde 1299 erstmals erwähnt und gehörte bereits zur Erstausstattung des Klosters Himmelpfort. Wahrscheinlich gehörte das Dorf ursprünglich auch zur „terra Lychen“, da die Pfarrkirche in Lychen den Zehnten in Garlin erhob. 1358 wurde die (wüste?) Feldmark an den Grafen von Fürstenberg verkauft; von einem Dorf ist nicht mehr die Rede. Seit 1440 ist die Feldmark wieder im Besitz des Klosters. Später wird die Feldmark auch als Sprenkelheide bezeichnet, ein Forst westlich von Ravensbrück, die von der Stadt Fürstenberg/Havel genutzt wurde, aber formal zum Klosterbesitz gehörte. Allerdings kam vermutlich ein Teil der Feldmark zum Vorwerk Ravensbrück, da zu dieser Meierei ein Acker, die „Gerlinsche Breite“ gehörte.
- Himmelpfort,
- Kastaven. Das mittelalterliche Dorf in der „terra Lychen“ gehörte 1299 bei der Gründung des Klosters Himmelpfort zur markgräflichen Erstausstattung des Klosters. Nach der Verwüstung des Dorfes in der 1. Hälfte des 15. Jahrhunderts wurde das Dorf nicht wieder aufgebaut. Die Feldmark wurde zumindest zum Teil von den Gemeinden Rutenberg sowie Alt- und Neuthymen bewirtschaftet. Ein Teil der Feldmark ist wahrscheinlich auch in der Feldmark des Dorfes Dabelow (heute Ortsteil von Wokuhl-Dabelow Landkreis Mecklenburgische Seenplatte, Mecklenburg-Vorpommern) aufgegangen. 1709 wird im Kirchenbuch von Rutenberg bereits ein Vorwerk auf der wüsten Feldmark Kastaven erwähnt. Kastaven ist heute ein Wohnplatz im Ortsteil Himmelpfort der Stadt Fürstenberg/Havel. Ein weiterer Wohnplatz dieses Namens entstand am Ostufer von Großer Kastavensee und Kleiner Kastavensee im nördlichen Teil der alten Feldmark Kastaven. Dieser Wohnplatz gehört jedoch zur Stadt Lychen und dessen Ortsteil Retzow. 1727 ist durch die Abgabe von Teerofenpacht ein Teerofen auf der Feldmark belegt, der heutige Wohnplatz Sähle (s. u.).
- Krams. Zwei Drittel der Dorfstätte und Feldmark Krams und das Mühlenfließ, das aus dem Großen Beutelsee in die Havel verläuft, wurde 1441 vom Kloster Himmelpfort erworben. 1443 konnte das Kloster auch das restliche Drittel der Feldmark erwerben. Das Dorf selber war wahrscheinlich schon vor 1375 wüst gefallen. 1580 wurde ein Teil der Feldmark von den v. Trott wieder bewirtschaftet. Ende des 18. Jahrhunderts war ein Erbpachtvorwerk entstanden. Heute ist nur noch ein Forsthaus vorhanden (Forsthaus Krams, Wohnplatz der Stadt Templin).
- Krumbeck. 1313 übertrug Albert von Heidebracke eine Hälfte des Dorfes an das Kloster, 1319 folgte auch die andere Hälfte. Krumbeck ist heute ein Ortsteil der Gemeinde Feldberger Seenlandschaft.
- Lyniczere (Linow). Das Dorf gehörte zur Gründungsausstattung des Klosters Himmelpfort. Es lag am Südende (?) des Linowsee und fiel im 14. Jahrhundert wüst. Die Gemarkung gehört heute zu Rutenberg.
- Marienthal. 1755/6 wurde diese Kolonie im Amtsgebiet angelegt. Marienthal ist heute ein Ortsteil der Stadt Zehdenick.
- Neuthymen. Das Dorf gehörte zur Erstausstattung des Klosters Himmelpfort. Es fiel im 30-jährigen Krieg wüst und wird noch 1728 als wüste Feldmark bezeichnet. 1736 ist bereits wieder ein Vorwerk vorhanden. Neuthymen ist heute ein Wohnplatz der Stadt Fürstenberg/Havel.
- Ravensbrück. Vor 1727 als Vorwerk auf der Feldmark des wüsten Dorfes Garlin errichtet. 1752/53 wurde zusätzlich ein Straßendorf angelegt und mit Kolonisten besiedelt. Ravensbrück ist heute Teil der Stadt Fürstenberg/Havel.
- Regelsdorf. Das mittelalterliche Dorf kam 1317 in den Besitz des Klosters Himmelpfort. 1307 erwarb das Kloster Himmelpfort die dortige Mühle, zwischen Bredereiche und Regelsdorf an der Havel gelegen. Für die Bauern von Bredereiche, Regeldorf und Zootzen sowie für die mecklenburgischen Dörfer Blumenow und Qualzow (heute zur Stadt Fürstenberg/Havel gehörig) herrschte Mahlzwang in dieser Mühle. 1381 war die Hälfte des Ortes vermutlich wiederkaufsweise an die v. Dewitz und Niekerken verkauft. Wann das Dorf wüst fiel ist nicht genau bekannt; 1544 ist Regeldorf jedoch ein wüste Feldmark. Diese wird von der Gemeinde Bredereiche und der „Kolonie“ Zootzen genutzt. 1767 wurde ein Gesuch um die Wiederbesiedlung der Feldmark abgelehnt. 1894 wird ein Forsthaus auf der Feldmark errichtet. Heute ist Regelsdorf ein Wohnplatz der Stadt Fürstenberg/Havel.
- Rudow. 1307 verkaufte Redekin v. Redern u. a. das Dorf Rudow an Abt und Konvent des Klosters Lehnin zum Bau des Klosters Himmelpfort. Wahrscheinlich war es bereits vor 1375 wüst gefallen. Die Feldmark von Rudow wurde z. T. der Gemeinde Bredereiche zugewiesen, der größere Teil zum Forst genommen. 1782 wird ein Gesuch zur Wiederbesiedlung der Feldmark abgelehnt. Das Dorf lag ungefähr am heutigen Schleusenhof Regow an der Havel (heute Wohnplatz der Stadt Lychen).
- Retzow. 1408 wurde der Besitzanteil (16 Hufen?) des Lychener Bürgers Schreiber an das Kloster Himmelpfort veräußert. Das Dorf wurde 1440 zerstört und nicht wieder aufgebaut. Die Feldmark wurde von den Bauern von Regelsdorf und den Lychenern beackert. Im 30-jährigen Krieg bewaldete sich die Feldmark wieder. 1701 schloss die Stadt Lychen einen Kontrakt mit Hans Peter und Mathis Fischmann über die Wiederbesiedlung der Feldmark. Bis 1728 hatte sich wieder eine Ansiedlung gebildet. Heute ist Retzow ein Ortsteil der Stadt Lychen.
- Rutenberg. Der Große und Kleine Kronsee bei Rutenberg gehörten zur Erstausstattung des Klosters Himmelpfort. Das Dorf Rutenberg selber wurde 1309 dem Heinrich zu Mecklenburg-Stargard zusammen mit Einkünften aus der Himmelreichsmühle durch das Kloster Himmelpfort abgekauft. Rutenberg ist heute ein Ortsteil der Stadt Lychen.
- Seelen/Seeler, heute Sähle. Zwischen 1727 und 1737 wurde hier ein Vorwerk und ein Teerofen errichtet. Sähle ist heute ein Wohnplatz der Stadt Lychen und gehört zum Ortsteil Retzow.
- Sommerfeld. Das Dorf wurde 1318 vom Markgrafen als Entschädigung für erlittene Kriegsschäden übereignet. Sommerfeld ist heute ein Ortsteil der Stadt Kremmen.
- Stolp. Das Dorf mit der halben Mühle wurde 1307 von der Familie v. Redern dem Kloster Himmelpfort geschenkt. Die andere Hälfte der Mühle gehörte bereits zur Erstausstattung des Klosters. Stolp lag am Ostufer der Woblitz zwischen Haussee und Stolpsee, etwa gegenüber der Stelle des heutigen Klosters. Das Dorf wurde in einen Klosterhof umgewandelt, der bereits 1342 bezeugt ist. Die Feldmark verwaldete zum größten Teil und ging im Himmelspforter Forst auf.
- Storkow. 1317 schenkte der brandenburgische Markgraf Waldemar dem Kloster Himmelpfort den Kalkofen sowie vier Hufen Land im Dorf Storkow (heute ein Ortsteil der Stadt Templin).
- Tangersdorf. Das mittelalterliche Dorf wurde 1307 neben anderen Dörfern von Redekin v. Redern an das Kloster Himmelpfort verkauft. Tangersdorf war nach 1342 wüst gefallen, 1375 ist es definitiv verlassen. Zu Beginn des 18. Jahrhunderts wurde auf der wüsten Feldmark ein Teerofen errichtet, bei dem zwischen 1727 und 1737 ein Vorwerk angelegt wurde. Heute ist Tangersdorf ein bewohnter Gemeindeteil der Stadt Lychen.
- Zootzen. Das Dorf Zootzen kam 1317 an das Kloster und war zwischen 1342 und 1375 wüst gefallen. Zwischen 1727 und 1737 wurde auf der wüsten Feldmark ein Vorwerk aufgebaut, 1758/9 eine Kolonie errichtet. Heute ist Zootzen ein Ortsteil der Stadt Fürstenberg/Havel.

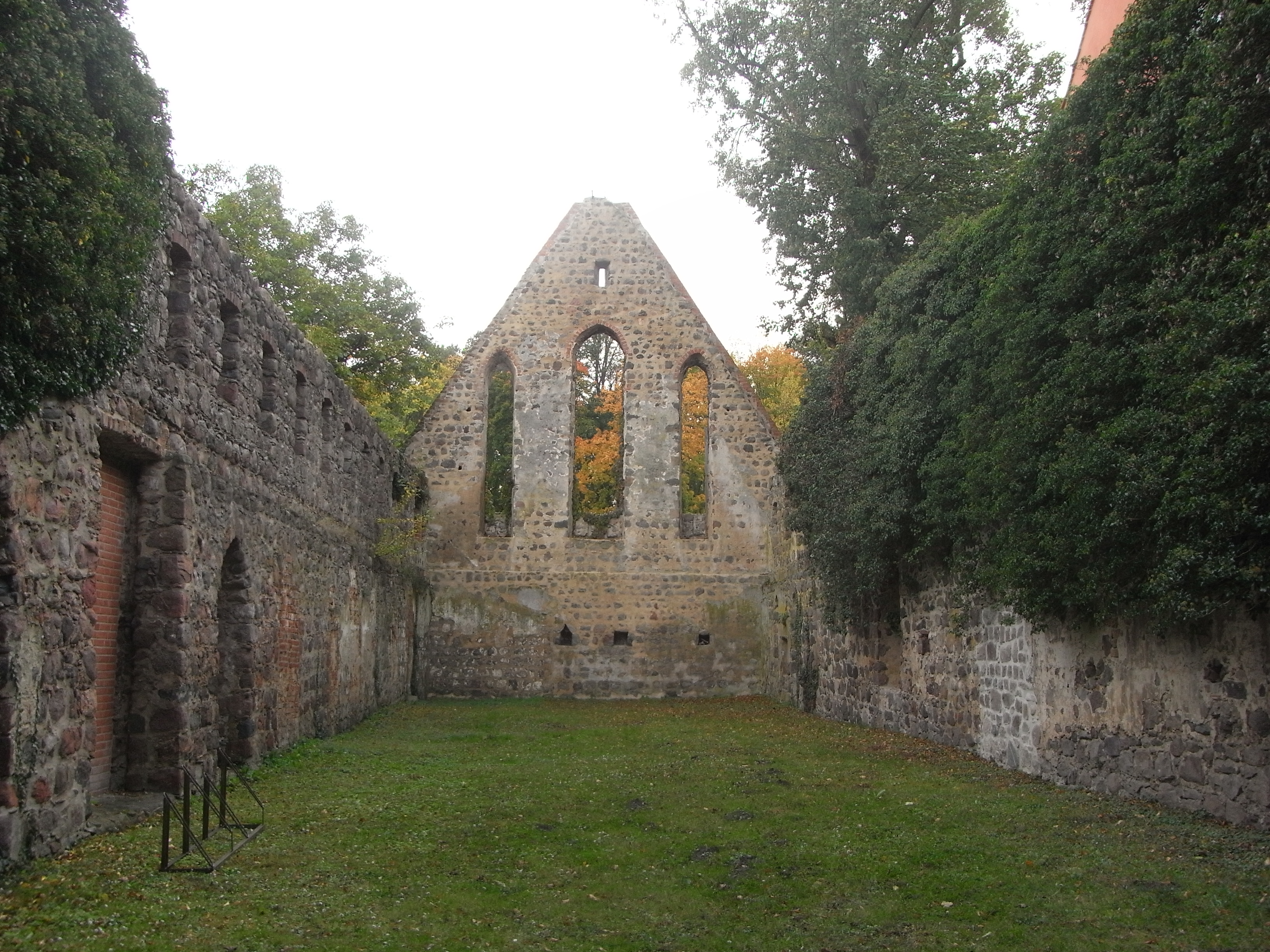
Ruine der Kirche des Klosters Zehdenick

### Der Besitz des Klosters Zehdenick
Das Zisterzienserinnen Kloster Zehdenick besaß insgesamt 16 Dörfer und weiteren Besitz in der Umgebung von Zehdenick. Nach der Säkularisation wurde ein kleiner Teil (erst 1558?) dem Besitz des ehemaligen Klosters Himmelpfort zugeschlagen. Der größere Teil wurde 1541 an das landesherrliche Amt Zehdenick angegliedert.
- Annenwalde. 1753/55 wurde auf der wüsten Feldmark Densow, südlich einer bereits vorhandenen Kolonie Densow eine Porzellanfabrik und eine Glashütte für grünes Glas angelegt. 1755 wohnten bereits 24 „ausländische“ Glasmacher, Holzschläger und andere Arbeiter in den für sie errichteten Häusern. Außerdem gab es ein großes Wohnhaus und Wirtschaftsgebäude des Entrepreneurs Johann Friedrich Zimmermann. Annenwalde wurde 1974 nach Densow eingemeindet. Densow ist heute ein Ortsteil der Stadt Templin, Annenwalde ein bewohnter Gemeindeteil von Densow.
- Beutel. Das mittelalterliche Dorf wurde 1387 von der Familie Glutzer zunächst auf Wiederkauf, 1392 endgültig an das Kloster Zehdenick verkauft. Bereits 1375 ist der größere Teil des Dorfes wüst. Im weiteren Verlauf der Geschichte wurde das Dorf ganz aufgegeben; die wüste Feldmark wurde von den Bauern von Röddelin genutzt. Wahrscheinlich kam die wüste Feldmark zusammen mit Röddelin 1558 pfandweise, dann 1577 endgültig an die v. Trott. Bereits 1711 ist ein Teerofen auf der Feldmark von Beutel nachgewiesen. Außerdem war bis 1729 ein Vorwerk angelegt worden. 1739 wurde ein neues Vorwerk, auch Neuen-Beutel genannt eingerichtet und dazu die 258 Morgen Acker, die die Röddeliner Bauern bewirtschaften eingezogen und zusätzlich neue Äcker geräumt. 1749 wurden neun Kolonisten aus der Kurpfalz, Zweibrücken und der Grafschaft Grumbach angesetzt. 1769 wurde in der neuen Kolonie eine Försterei geschaffen. Beutel ist heute ein Ortsteil von Templin.
- Densow. Densow war ein mittelalterliches Dorf, das bereits 1375 verlassen war. 1387 war das Dorf bzw. die Feldmark im Besitz einer Familie Glutzer, die es in diesem Jahr zunächst wiederkaufsweise, 1392 endgültig an das Kloster Zehdenick verkaufte. Die Feldmark wurde 1404 vom Kloster Zehdenick an die Bauern von Röddelin verkauft. Mit diesem Dorf kam die Feldmerk Densow 1558 zunächst pfandweise, 1577 endgültig an die v. Trott. 1727 kam es wie der Rest des v. Trott'schen Besitzes an das Amt Badingen. 1711 bestand bereits ein Teerofen, um 1730 wurde auf der Feldmark auch ein Vorwerk (Schäferei) errichtet. Beim Vorwerk entstand um 1750 eine „Kolonie“, eine Siedlung aus acht Büdnern, eines Schulmeisters und eines Hirten. Südlich dieser Siedlung entstand 1753/55 die Porzellanfabrik und grüne Glashütte Annenwalde (siehe dort).
- Röddelin. Das Dorf kam 1384 an das Kloster Zehdenick. 1558 kam Röddelin zunächst pfandweise, dann 1577 endgültig an die v. Trott und wurde zum Himmelpforter Besitz gerechnet. Daneben existierte der Rittersitz mit drei freien Hufen weiter. Mit Bildung des Amtes Badingen wurde dieser Hof Amtsvorwerk. Dieses Vorwerk wurde 1808 an die Familie v. Stropp verkauft. Röddelin ist heute ein Ortsteil der Stadt Templin.

## Weitere Geschichte
Nach der Vereinigung des Amtes Badingen mit dem Amt Zehdenick wurde das vergrößerte Amt von Zehdenick aus verwaltet. Mit der Kreisreform von 1872 wurde auch dieses Amt aufgelöst.

## Amtleute und Pächter des Amtes Badingen, später Domäne Badingen
- 1739 Oberamtmann Albinus[1]
- 1775 Friedrich August Tülff, Administrator[2]
- 1798 Lufftsche Erben[3]
- 1800 Lufftsche Erbe, deren Assistent Herr Winter[4]
- 1804 Lufftsche Erbe, deren Assistent Herr Kriele[5]
- 1806 Joachimi[6]
- 1868 Fischer, Domänenpächter, er wurde in diesem Jahr zum Feuerlösch-Commissarius für den XIII. Bezirk des Kreises Templin gewählt.[7]

## Belege